# Lasianthus austroyunnanensis
Lasianthus austroyunnanensis är en måreväxtart som beskrevs av Hua Zhu. Lasianthus austroyunnanensis ingår i släktet Lasianthus och familjen måreväxter. Inga underarter finns listade i Catalogue of Life.